# لو کامنف
لئو بوریسوویچ کامنف (یا لئون کامانف) (به روسی: Лев Бори́сович Ка́менев) (زاده ۱۸ ژوئیه ۱۸۸۳ در مسکو – درگذشته ۲۵ اوت ۱۹۳۶ در مسکو) انقلابی بلشویک و از برجسته‌ترین سیاست‌مداران اتحاد جماهیر شوروی بود.
او مدت کوتاهی در ۱۹۱۷ رهبر صوری دولت شوروی بود و در سال ۱۹۱۹ از اعضای مؤسس دفتر سیاسی حزب بلشویک بود و در سال‌های ۱۹۲۳ و ۲۴ رئیس دفتر سیاسی این حزب بود.
او همچنین سابقاً از مؤسسان حزب سوسیال دموکرات کارگری روسیه بود.
کامنف، پس از مرگ لنین، ابتدا به پشتیبانی استالین پرداخت و به هم‌راه گریگوری زینوویف، دیگر انقلابی بلشویک، باعث به قدرت رسیدن وی شد.
پس از قدرت‌گیری بی حد و حساب استالین، کامنف و زینوویف، علیه استالین، به تروتسکی پیوستند.
کامنف زندانی شد و به جرم طراحی نقشهٔ قتل استالین، محاکمه و توسط کمیساریای خلق در امور داخلی اعدام شد.